# Anže Palka
Anže Palka, kitarist in skladatelj, roj. 22. oktobra 1980 v Ljubljani.
Njegova prva učitelja kitare sta bila prof. Milena Turk in prof. Peter Lagudin.
Diplomiral je v razredu znamenitega prof. Tomaža Šegule, avtorja šole za kitaro Mladi kitarist.
Podiplomski študij je zaključil v razredu prof. Andreja Grafenauerja, dekana Akademije za glasbo v Ljubljani,
s svojo lastno koncertno kompozicijo Fantasia Flamenca za kitaro in orkester.
Sodeloval je z mnogimi slovenskimi ustvarjalci in poustvarjalci kot so priznana slovenska igralka Polona Vetrih in igralec Jurij Zrnec, pevec Vlado Kreslin in pevka Ditka Haberl, violinistka Anja Bukovec, Adi Smolar in mnogi drugi.
Zasnoval je Slovenski ognjeni festival SIFF in vodil komorni orkester New Flamenco Orchestra ter The Double Orchestra ob pomoči Ivana Marinovića.
Leta 1999 mu je Srednja glasbena in baletna šola v Ljubljani podelila Škerjančevo nagrado,
leta 2003 Akademija za glasbo v Ljubljani študentsko Prešernovo nagrado.